# Miyu Uehara
Mutsumi Fujisaki (藤崎 睦美 Fujisaki Mutsumi?, 2 mai 1987 – 12 mai 2011), mai bine cunoscut ca Miyu Uehara (上原 美優 Uehara Miyu?) , a fost un gravure idol (model glamour) și personalitate de televiziune, care a câștigat popularitate ca sărăcia idol".
Uehara a murit la apartamentul ei din Meguro, Tokyo mai devreme pe 12 mai 2011 la vârsta de 24, dupa ce a comis sinucidere prin spânzurare. Poliția a raportat ca a fost gasit nici un act de sinucidere, dar au existat unele mesaje ilizibile mazgalite, eventual, de ea 